# 완벽남의 조건
《완벽남의 조건》(영어: How to Build a Better Boy)은 2014년 공개된 디즈니의 텔레비전 영화로, 차이나 앤 매클레인, 켈리 버글런드, 마셜 윌리엄스가 출연하였다.

## 출연

### 주연
- 차이나 앤 맥클레인
- 켈리 베르글룬드

### 조연
- 마샬 윌리엄스
- 애슐리 아르고타
- 맷 쉬블리
- 로저 바트
- 닐 화이트리